# Ernst Ihbe
Ernst Ihbe (20 de dezembro de 1913 — 30 de agosto de 1992) foi um ciclista alemão, que participava em competições de ciclismo de pista.
Competiu nos Jogos Olímpicos de Verão de 1936 em Berlim, ganhando a medalha de ouro na prova do tandem, formando par com Carl Lorenz. Ihbe tornou-se profissional em 1945.